# Ahiazu Mbaise
Ahiazu Mbaise è una delle ventisette aree a governo locale (local government areas) in cui è suddiviso lo stato di Imo, in Nigeria. Estesa su una superficie di 114 chilometri quadrati, conta una popolazione di 170.902 abitanti.